# Дзержинск (Русия)
Вижте пояснителната страница за други значения на Дзержинск.
Дзержинск (на руски: Дзержинск) е град в Русия, Нижегородска област, административен център на Дзержински градски окръг.
През 2012 година има 254 937 жители, с което се нарежда на 2-ро място по население в областта. Телефонният му код е +7 8313, пощенските му кодове са 606000 и 606039, а кодовете за МПС – 52 и 152.

## История
Основан е през 1929 г. Преименуван е от Растяпино в Дзерджинск в чест на Феликс Дзержински през 1929 г. Преобразуван е от работническо селище в град през 1930 г.
- Дворецът на културата на химиците
- Техникум по химия „Червена армия“
- Храмов комплекс „Възкресение Христово“

## Побратимени градове
- Берковица, България

## Личности
- Владимир Шухов, учен-химик, академик
- Олег Дерипаска, крупен бизнесмен